# 人間探検!もっと知りたい!!
『人間探検!もっと知りたい!!』（にんげんたんけん もっとしりたい）は、1992年9月28日から1993年4月2日まで、テレビ朝日系列で平日の12:00 - 12:55（日本標準時）に生放送されていたワイドショー番組である。通称『人間探検』または『もっと知りたい』。

## 概要
テレビ朝日の平日正午枠の番組としては、『女38歳気になるテレビ』以来のワイドショー番組となった。市川森一・兵藤ゆき・テレビ朝日アナウンサーの寺崎貴司 が司会を務めた。番組内容は、「芸能情報」・「人間ドキュメント」・「知的好奇心情報」・「探検レポート」の四本柱で構成された。

## 主題歌
エンディングテーマ
- 1992年11月27日まで　五木ひろし「心の三叉路」（シングル「終着駅」のC/W）
- 1992年11月30日以降　忍者「日本」

## ネット局
系列は放送当時のもの。
| 放送対象地域  | 放送局           | 系列                                         | ネット形態    | 備考                                                                     |
| ------------- | ---------------- | -------------------------------------------- | ------------- | ------------------------------------------------------------------------ |
| 関東広域圏    | テレビ朝日       | テレビ朝日系列                               | 制作局        | 当時の正式社名:全国朝日放送                                              |
| 北海道        | 北海道テレビ     | テレビ朝日系列                               | 同時ネット    |                                                                          |
| 青森県        | 青森朝日放送     | テレビ朝日系列                               | 同時ネット    |                                                                          |
| 宮城県        | 東日本放送       | テレビ朝日系列                               | 同時ネット    |                                                                          |
| 秋田県        | 秋田朝日放送     | テレビ朝日系列                               | 同時ネット    | サービス放送期間中の1992年9月28日から                                    |
| 山形県        | 山形放送         | 日本テレビ系列 テレビ朝日系列                | 14:00から放送 | 1993年3月31日打ち切り                                                    |
| 山形県        | 山形テレビ       | テレビ朝日系列                               | 同時ネット    | 1993年4月1日のFNSからANNへのネットチェンジから 1993年4月1日・2日のみ放送 |
| 福島県        | 福島放送         | テレビ朝日系列                               | 同時ネット    |                                                                          |
| 新潟県        | 新潟テレビ21     | テレビ朝日系列                               | 同時ネット    |                                                                          |
| 長野県        | 長野朝日放送     | テレビ朝日系列                               | 同時ネット    |                                                                          |
| 静岡県        | 静岡県民放送     | テレビ朝日系列                               | 同時ネット    | 愛称：静岡けんみんテレビ 現：静岡朝日テレビ                              |
| 石川県        | 北陸朝日放送     | テレビ朝日系列                               | 同時ネット    |                                                                          |
| 福井県        | 福井放送         | 日本テレビ系列                               | 15:00から放送 | 1993年4月1日打ち切り                                                     |
| 中京広域圏    | 名古屋テレビ放送 | テレビ朝日系列                               | 同時ネット    |                                                                          |
| 近畿広域圏    | 朝日放送         | テレビ朝日系列                               | 同時ネット    | 現：朝日放送テレビ                                                       |
| 鳥取県 島根県 | 山陰放送         | TBS系列                                      | 14:00から放送 | 1993年3月31日打ち切り                                                    |
| 広島県        | 広島ホームテレビ | テレビ朝日系列                               | 同時ネット    |                                                                          |
| 山口県        | 山口放送         | 日本テレビ系列 テレビ朝日系列                | 14:00から放送 | 1993年3月31日打ち切り                                                    |
| 香川県 岡山県 | 瀬戸内海放送     | テレビ朝日系列                               | 同時ネット    |                                                                          |
| 愛媛県        | 南海放送         | 日本テレビ系列                               | 14:00から放送 | 1993年3月31日打ち切り                                                    |
| 高知県        | 高知放送         | 日本テレビ系列                               | 14:00から放送 | 1993年3月31日打ち切り                                                    |
| 福岡県        | 九州朝日放送     | テレビ朝日系列                               | 同時ネット    |                                                                          |
| 長崎県        | 長崎文化放送     | テレビ朝日系列                               | 同時ネット    |                                                                          |
| 熊本県        | 熊本朝日放送     | テレビ朝日系列                               | 同時ネット    |                                                                          |
| 大分県        | テレビ大分       | 日本テレビ系列 フジテレビ系列 テレビ朝日系列 | 同時ネット    |                                                                          |
| 宮崎県        | 宮崎放送         | TBS系列                                      | 14:00から放送 | 1993年3月31日打ち切り                                                    |
| 鹿児島県      | 鹿児島放送       | テレビ朝日系列                               | 同時ネット    |                                                                          |
| 沖縄県        | 琉球放送         | TBS系列                                      | 14:00から放送 | 1993年3月31日打ち切り                                                    |

### 遅れネット終了
- 『アフタヌーンショー』から平日正午枠の番組を遅れネットしてきたテレビ朝日系列外局とクロスネット局（テレビ大分を除く）への放送は、この番組が最後となり、系列外局で放送されるテレビ朝日制作のワイドショーは、平日午前枠の『スーパーモーニング』のみとなった。最後まで遅れネットで放送していた8局では最終回目前で打ち切りとなり、翌日以降は自系列番組や再放送枠などに変更された（下表参照）。同時に『ザ・ニュースキャスター』以降の平日正午枠の番組は、ANNフルネット局以外ではテレビ大分のみ（1993年9月まで）での放送となった[注 9]。

遅れネットが終了した局において、切り替えられた番組は以下の通り。
| 放送対象地域  | 放送局           | 後番組                                                                  | 備考 |
| ------------- | ---------------- | ----------------------------------------------------------------------- | --- |
| 山形県        | 山形放送 （YBC） | 『ザ・ワイド』 （日本テレビ・読売テレビ共同制作）                       | メイン系列の番組へ変更 |
| 福井県        | 福井放送 （FBC） | 『ザ・ワイド』 （日本テレビ・読売テレビ共同制作）                       | メイン系列の番組へ変更 |
| 山口県        | 山口放送 （KRY） | 『ザ・ワイド』 （日本テレビ・読売テレビ共同制作）                       | メイン系列の番組へ変更 |
| 愛媛県        | 南海放送 （RNB） | 『ザ・ワイド』 （日本テレビ・読売テレビ共同制作）                       | メイン系列の番組へ変更 |
| 高知県        | 高知放送 （RKC） | 『ライオンのごきげんよう』 （フジテレビ） 朝の連続ドラマ （読売テレビ） | 『ライオンのごきげんよう』は30分遅れから1時間遅れへ、朝の連続ドラマは2時間遅れから6時間遅れへ変更 『午後は○○おもいッきりテレビ』（日本テレビ）は飛び降り解消でフルネット化 |
| 鳥取県 島根県 | 山陰放送 （BSS） | 『レインボー』 （毎日放送）                                             | 時差ネット廃止直後の時点では15時台は『スーパーワイド』（TBS）をネットせず、『水戸黄門』（TBS）の再放送を放送                                                               |
| 宮崎県        | 宮崎放送 （MRT） | ドラマ再放送枠                                                          | [ 注 14 ] |
| 沖縄県        | 琉球放送 （RBC） | 『こんにちは2時』 （テレビ朝日）                                        | [ 注 15 ] |

- 本枠の遅れネット終了後も、福井放送は『スーパーモーニング』 → 『モーニングバード』 → 『羽鳥慎一モーニングショー』をネットしている。山口放送・南海放送・琉球放送はテレビ朝日系列新局開局まで、山陰放送・宮崎放送は2009年3月27日放送分までそれぞれ『スーパーモーニング』をそれぞれ系列外ネットしていたほか、高知放送は2015年3月31日まで『スーパーモーニング』→『モーニングバード』を系列外ネットしていた。
- テレビ朝日系列外局とクロスネット局（テレビ大分を除く）への遅れネットが終了した結果、テレビ朝日系平日正午枠の未放送地域がこれまでの岩手・山梨・富山・徳島の4県から岩手・山梨・富山・福井・鳥取・島根・山口・徳島・愛媛・高知・宮崎・沖縄の12県と大幅に増加することになった。但し、このうちの岩手・山口・愛媛・沖縄の4県は、後に系列局（岩手朝日テレビ（IAT）・山口朝日放送（yab）・愛媛朝日テレビ（eat）・琉球朝日放送（QAB）の4局）が開局して視聴できる状態となっている。
- 山陰放送では本来の系列番組だった『3時にあいましょう』（TBS）をネットせず本番組の放送枠はネットしていたが、本番組の終了から半年後に『スーパーワイド』（TBS）のネットを開始した[14]（当初は15:00から）。